# 芮納·米德

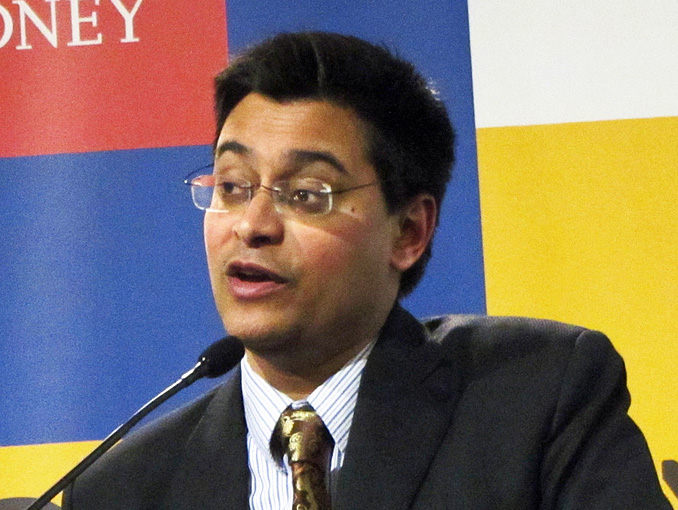
芮納·米德

芮納·米德（英語：Rana Mitter，1969年8月11日—），OBE，英國歷史學家，專門研究中國現代史（辛亥革命以後）。

## 生平
芮納·米德的祖籍，為印度孟加拉地區。其畢業於英國剑桥大学国王学院，並曾擔任英國牛津大學現代中國歷史與政治教授多年，亦為美國聖十字學院院士。2023年起，轉任美國哈佛大學甘迺迪政府學院講座教授。中華民國政府在紀念「抗戰勝利與臺灣光復七十週年」時，曾經邀請米德至國史館演講。

## 評價
米德的著作《被遺忘的盟友》（Forgotten Ally：China’s World War II, 1937-1945），還原國軍在抗日戰爭中的貢獻。史學家汪榮祖指出，此書描述的西安事變是完全錯誤。

## 著作
- Mitter, Rana. . Berkeley and Los Angeles: University of California Press. 2000. ISBN 0520221117.
- Mitter, Rana. . Oxford: Oxford University Press. 2004. ISBN 0192803417.
- Mitter, Rana. . London: Allen Lane. 2013. ISBN 978-0141031453. 中譯本：《被遺忘的盟友》
- Mitter, Rana. . Cambridge, Massachusetts: Belknap Press: An Imprint of Harvard University Press. 2020. ISBN 978-0674984264. 中譯本：《正義之戰：中日戰爭激發中國新民族主義》